# Laquintasaura

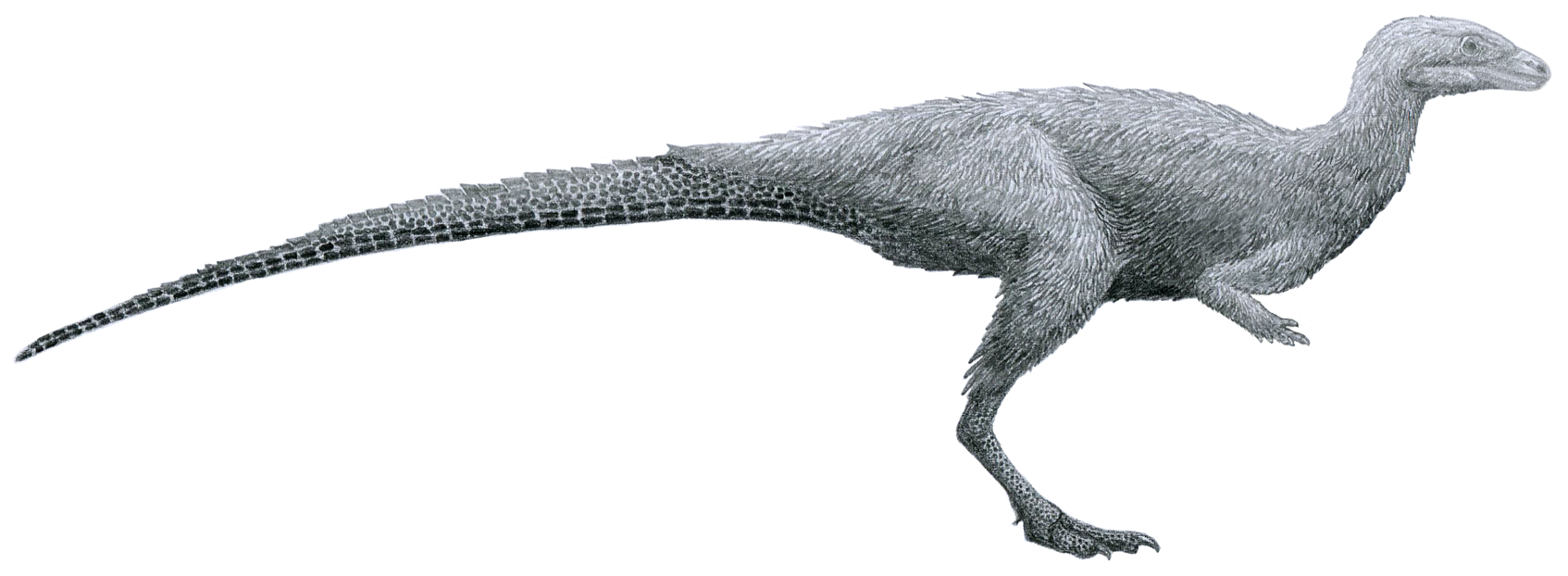
Laquintasaura venezuelae

Laquintasaura venezuelae is een plantenetende basale ornithischische dinosauriër, die tijdens het vroege Jura leefde in het gebied van het huidige Venezuela.

## Vondst en naamgeving
Eind jaren tachtig werden in de bergen van de deelstaat Táchira, bij een wegsnijding tussen La Grita en Seboruco, fragmentarische resten ontdekt van een kleine ornithischiër. In 1992 werden die toegewezen aan een Lesothosaurus sp. De Venezolaanse paleontoloog professor Marcelo Ricardo Sánchez-Villagra ontdekte daarna een beenderlaag met minstens vier individuen die erop wezen dat het een nog onbekende soort betrof. Deze werden voorlopig beschreven in 2008.
In 2014 werd de typesoort Laquintasaura venezuelae benoemd en beschreven door Paul Barrett, Richard Butler, Roland Mundil, Torsten Scheyer, Randall Irmis en
Sánchez-Villagra zelve. De geslachtsnaam verwijst naar de La Quinta-formatie. Het "saura" is bedoeld als een vrouwelijke vorm van saurus, de gebruikelijke aanduiding voor een sauriër. De vrouwelijke vorm werd gekozen om de geslachtsnaam eenzelfde geslacht te geven als de soortaanduiding. De regels schrijven echter het omgekeerde voor en dan nog alleen als de soortaanduiding een bijvoeglijk naamwoord is. De soortaanduiding is de genitief van Venezuela en betekent dus "van Venezuela".
De fossielen zijn gevonden in een laag van de La Quinta-formatie die dateert uit het onderste Hettangien en via zirkoondatering vrij precies gedateerd kon worden op 200,91 miljoen jaar, plusminus 550.000 jaar. Het holotype is MBLUZ P.1396, een losse tand, van de onder- of bovenkaak. De paratypen zijn: MBLUZ P.5017, de onderkant van een linkerdijbeen; MBLUZ P.5018, de bovenkant van een linkerzitbeen; en MBLUZ P.5005, een linkerenkel, de combinatie van sprongbeen en hielbeen. Daarnaast zijn honderden losse elementen toegewezen; het proces van preparering is nog in volle gang. De gevonden resten vertegenwoordigen elementen uit het grootste deel van het skelet met uitzondering van de voorpoten en onderkaken. Materiaal van de voet is schaars. De fossielen maken deel uit van de collectie van het Museo de Biología de la Universidad del Zulia, te Maracaibo. Ze omvatten ook resten van jongere dieren.

## Beschrijving
Laquintasaura heeft een lengte van ongeveer één meter, en een heuphoogte van vijfentwintig centimeter. Het langste gevonden dijbeen meet negen centimeter. Het is een tweevoeter.
De beschrijvers wisten enkele onderscheidende kenmerken vast te stellen. Die betreffen allereerst het holotype, de tand. De maxillaire en dentaire tanden hebben het profiel van een gelijkbenige driehoek: ze zijn langwerpig van boven naar beneden, vernauwen naar boven toe en hebben in zijaanzicht hun grootste breedte net boven de basis. Ze hebben over de volle lengte van de snijranden ruwe vertandingen. Verticale groeven zijn aanwezig aan de binnenkant en buitenkant. Ook het overige materiaal toont mogelijke autapomorfieen: de bovenrand van het zitbeen is boven het niveau van de processus obturatorius scherp ingekeept. De beenstijl die de buitenste onderste gewrichtsknobbel van het dijbeen ondersteunt, is ten opzichte van het overige zijvlak van het dijbeen ingesprongen wat een opvallende deuk veroorzaakt. Het sprongbeen heeft een diepe brede U-vormige inkeping in het voorvlak.
De tanden van Laquintasaura hebben dus een zeer basale vorm voor een ornithischiër: ze hebben een hoog nauw driehoekig profiel met een punt die iets naar achteren gebogen is. Hun achterrand is hol. Dat lijkt een beetje op de tanden van de vleesetende voorouders van de Ornithischia. Ze hebben echter ook verticale richels en ruwe kartelingen op de randen, aanpassingen om plantenmateriaal te verwerken die ook latere ornithischiërs nog tonen. De scherpe punt zou het ook mogelijk gemaakt hebben het dieet aan te vullen met insecten. De tandbasis heeft een verdikking of cingulum.
Laquintasaura heeft een vrij spitse snuit. Het bovenkaaksbeen heeft geen ingesprongen zijvlak boven de kaakrand. De fenestra antorbitalis is klein en de uitholling eromheen ondiep. Het bovenkaaksbeen toont verschillende kleinere foramina. De nek is matig lang. De wervels tonen laminae op de wervelboog die lijken op die van Saurischia. Het schouderblad is aan het bovenste uiteinde sterk verbreed. Het darmbeen heeft een voorblad dat weliswaar kort is maar toch langwerpig door een geringe hoogte. Het schaambeen heeft een korte processus praepubicus; het hoofdlichaam wijst schuin naar achteren toe. Het dijbeen is kort maar robuust met een grote afhangende vierde trochanter. Op het dijbeen zijn de trochanter minor en de trochanter major gescheiden. Het scheenbeen is lang en bovenaan breed. Sprongbeen en hielbeen zijn vergroeid.

## Fylogenie
Laquintasaura is in de Ornithischia geplaatst, incertae sedis doch ongetwijfeld in een basale positie. Een kladistische analyse kon de verwantschapen niet nauwkeuriger bepalen dan een polytomie of "kam" met vele basale individuele soorten, de Heterodontosauridae, de Neornithischia en de Thyreophora. Alleen Pisanosaurus was duidelijk basaler.
Laquintasaura is een van de oudste zekere ornithischiërs die bekend zijn. De fossielen zijn maar een half miljoen jaar jonger dan het grote uitsterven aan het eind van het Trias. Hun locatie is ook opmerkelijk doordat uit het Trias of vroegste Jura geen dinosauriërs bekend waren die voorkwamen in gebieden die toen in de tropen lagen; het werd wel verondersteld dat de tropische zone indertijd een onherbergzame woestijn was. Naast Lanquintasaura zijn er op de vindplaats ook tanden van een kleine vleesetende dinosauriër gevonden.

## Levenswijze
Het bij elkaar aantreffen van verschillende individuen is gezien als een teken dat Laquintasaura in groepen leefde. Zulke oude concentraties van ornithischische botten waren nog niet bekend; wel had men zulke opeenhopingen van nog oudere Saurischia opgegraven, zoals Plateosaurus. Groeiringen wezen op een leeftijd van de gevonden exemplaren die varieerde van drie jaar voor de jongste, tot tien à twaalf jaar voor de oudste individuen.
Naast botten van Laquintasaura werden ook resten van een iets grotere theropode aangetroffen die later in 2014 werden beschreven als Tachiraptor. Vermoedelijk joeg deze op Laquintasaura.